# Hydata
Hydata là một chi bướm đêm thuộc họ Geometridae.